# Richmond Railway Bridge
Il Richmond Railway Bridge a Richmond, a sud-ovest di Londra, attraversa il fiume Tamigi immediatamente a monte del Twickenham Bridge. Trasporta i servizi della National Rail gestiti dalla South Western Railway (SWR) sulla  e si trova tra le stazioni di Richmond e St. Margarets. Fu tra i primi ponti ferroviari ad attraversare il Tamigi.
Il primo ponte ferroviario di Richmond venne costruito dall'appaltatore Thomas Brassey e progettato dagli ingegneri civili Joseph Locke e J.E. Errington per conto della London and South Western Railway (L&SWR). Inaugurato nel 1848, era originariamente conosciuto come il ponte ferroviario di Richmond Windsor e Staines. A causa delle preoccupazioni per l'uso della ghisa nella sua costruzione, il ponte venne ricostruito nei primi anni del 1900, il cambiamento principale fu la sostituzione di elementi in ferro con controparti in acciaio. Questo secondo ponte, che riutilizzava molti elementi dell'originale, fu progettato dall'allora capo ingegnere della L&SWR, J.W. Jacomb-Hood, e costruito dalla Horseley Bridge Company tra il 1906 e il 1908.
Il secondo ponte è visivamente simile alla struttura precedente, conservando gran parte della sua estetica e delle sue caratteristiche originali nonostante i successivi programmi di ristrutturazione e manutenzione, inclusa la sostituzione del piano di calpestio e delle travi durante gli anni 1980. Dal 2008, sia il ponte stesso che il suo viadotto di accesso in mattoni sono state dichiarate strutture di interesse storico culturale di II grado, proteggendole da alterazioni.

## Storia
Poco dopo l'arrivo della London and South Western Railway (L&SWR) alla stazione di Richmond, nel 1846, vennero messe in atto le ambizioni di estendere la linea fino a Windsor, facilitando un collegamento diretto tra Clapham Junction, Richmond e la Stazione di Londra Waterloo. Prima l'area del Tamigi aveva sperimentato relativamente poco in termini di sviluppo ferroviario nonostante un boom del settore a livello nazionale, in gran parte a causa di un divieto emanato dal Parlamento che impediva la costruzione di ferrovie di superficie nel centro di Londra. Avendo ottenuto l'autorizzazione a procedere, il ponte ferroviario di Richmond sul Tamigi sarebbe stato tra i primi attraversamenti ferroviari del fiume ad essere costruiti.
La responsabilità della progettazione di questo primo ponte ferroviario fu assegnata agli affermati ingegneri civili Joseph Locke e J.E. Errington che avevano già lavorato insieme sul Barnes Railway Bridge. La sua costruzione venne eseguita dal prolifico appaltatore Thomas Brassey. Questo primo ponte comprendeva tre travi in ghisa di 30 metri, che erano sostenute su archi di terra rivestiti in pietra in combinazione con una coppia di moli fluviali rivestiti in pietra con tagli arrotondati. In accompagnamento al ponte stesso, venne costruito un viadotto in mattoni ad arco di notevoli dimensioni che attraversava l'Old Deer Park di Richmond, per l'approccio orientale del ponte. Questo viadotto presentava elementi di ornamento e decorazione, inseriti nel progetto su insistenza dei commissari della Corona del parco.
Sebbene il ponte si rivelò relativamente privo di problemi durante il funzionamento, all'inizio del XX secolo c'erano notevoli preoccupazioni sull'integrità strutturale del ponte ferroviario di Richmond, in gran parte a causa dell'uso della ghisa nella sua costruzione. Per rispondere a queste preoccupazioni, i funzionari ferroviari decisero che il ponte avrebbe dovuto essere ricostruito secondo un nuovo design, prodotto dall'allora capo ingegnere della L&SWR, J.W. Jacomb-Hood. Il contratto per la fabbricazione e la costruzione di questo secondo ponte fu assegnato alla Horseley Bridge Company nel 1906.
Il secondo ponte, ultimato nel corso del 1908, in realtà conservava o riutilizzava numerosi elementi del primo ponte, compresi i pilastri e le spalle esistenti. Questo nuovo design era in sintonia con quello del ponte originale, con i distintivi pennacchi aperti che erano stati intenzionalmente riprodotti tramite divisori verticali. Grande attenzione venne riservata all'estetica del ponte, in particolare per quanto riguarda le nuove travi in acciaio che costituivano un elemento centrale di questa nuova struttura. Questa sovrastruttura in acciaio comprendeva principalmente quattro nervature ad arco poco profonde per ciascuna campata, rinforzate insieme come due coppie e fissate verso le loro estremità per consentire il movimento; in quanto tale, ogni binario era portato da un ponte ad arco in acciaio separato posizionato fianco a fianco.
Nel tempo sono stati eseguiti ulteriori lavori sulla struttura. Nel corso del 1984 sono state interamente sostituite le travi primarie e l'impalcato del ponte. Nonostante abbia ricevuto molteplici programmi di rinnovamento nel corso di un secolo, si dice che il ponte abbia conservato gran parte dell'aspetto della struttura originale del 1848, mentre una parte significativa del tessuto storico è sopravvissuta fino ai giorni nostri.
Sia lo stesso ponte ferroviario di Richmond che il suo viadotto di accesso adiacente sono stati dichiarati una struttura di interesse storico culturale di II grado nel 2008. Questo stato ha lo scopo di proteggere la struttura da eventuali sviluppi con l'obiettivo di preservarne il carattere speciale.

## Galleria d'immagini

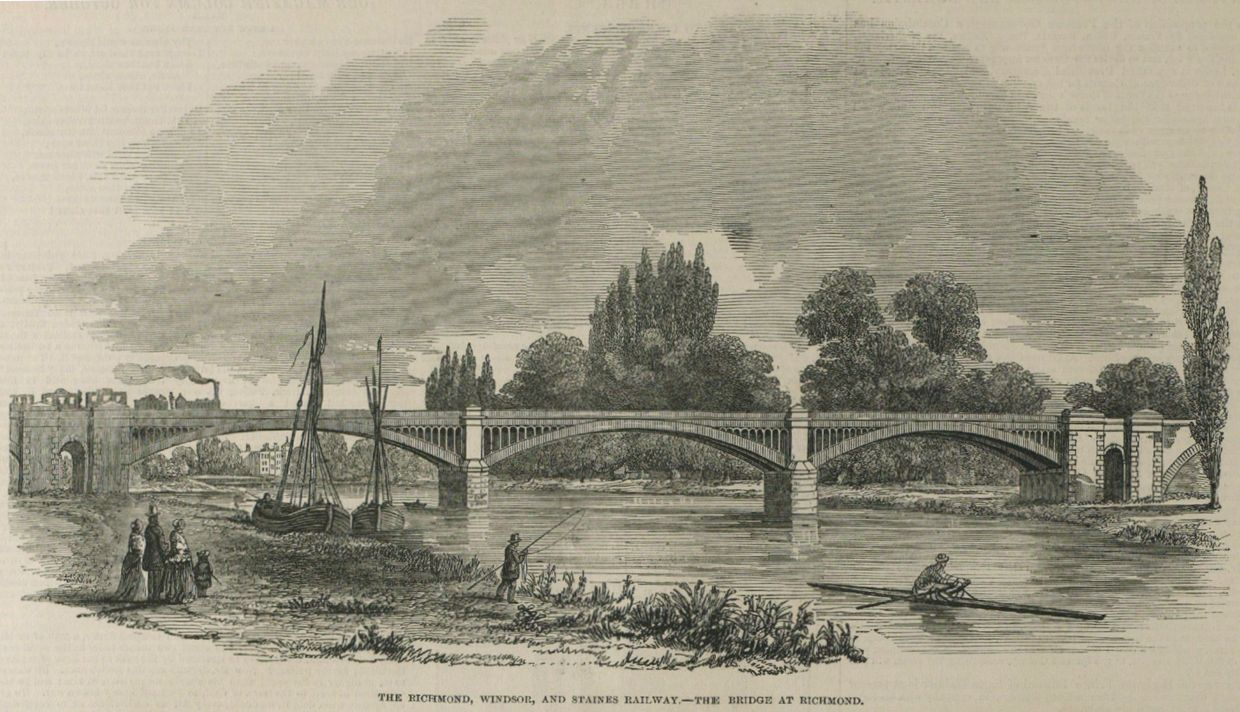
Richmond Railway Bridge, Illustrated London News, 21 ottobre 1848
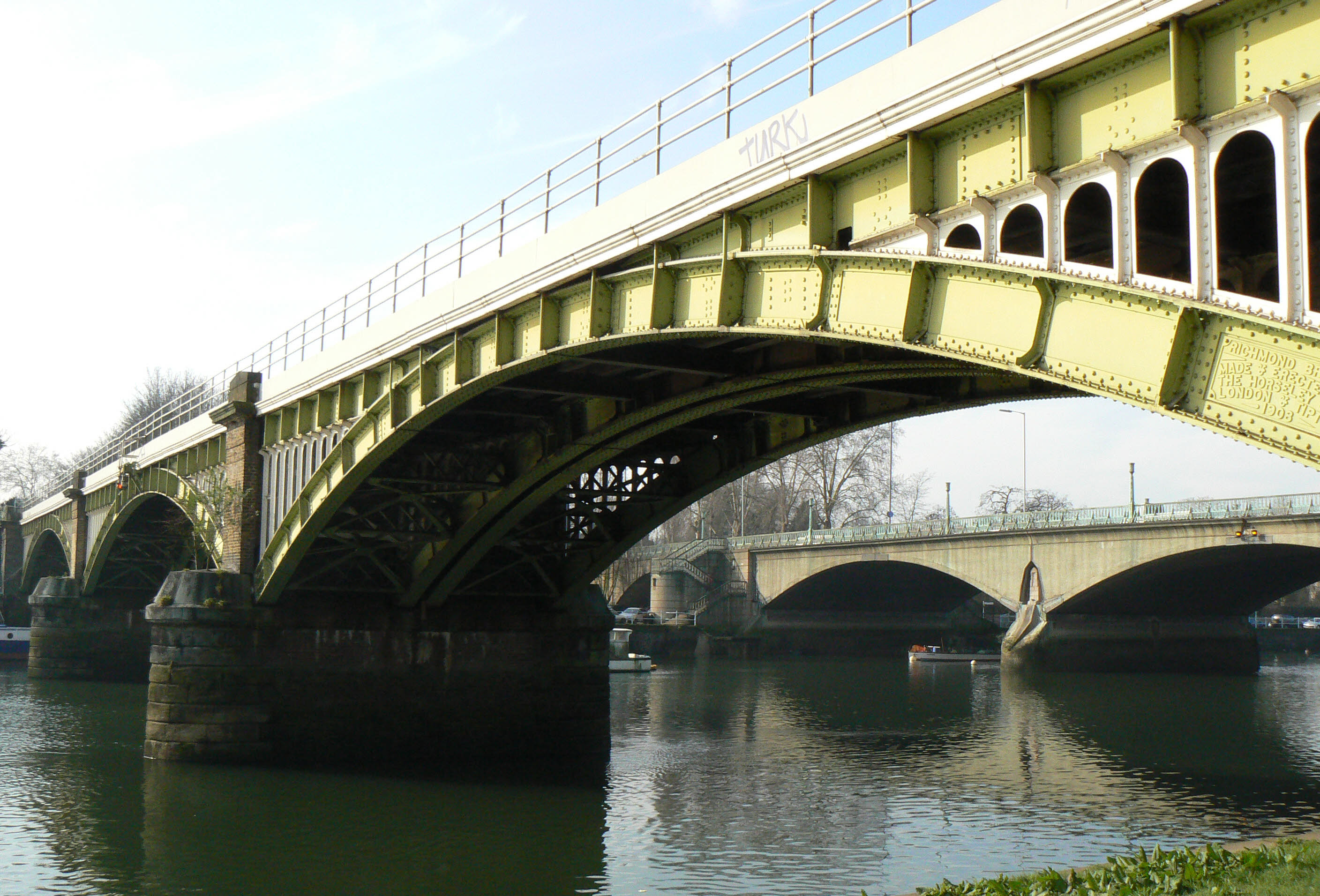
Il ponte ferroviario di Richmond che guarda a valle con il ponte di Twickenham sullo sfondo
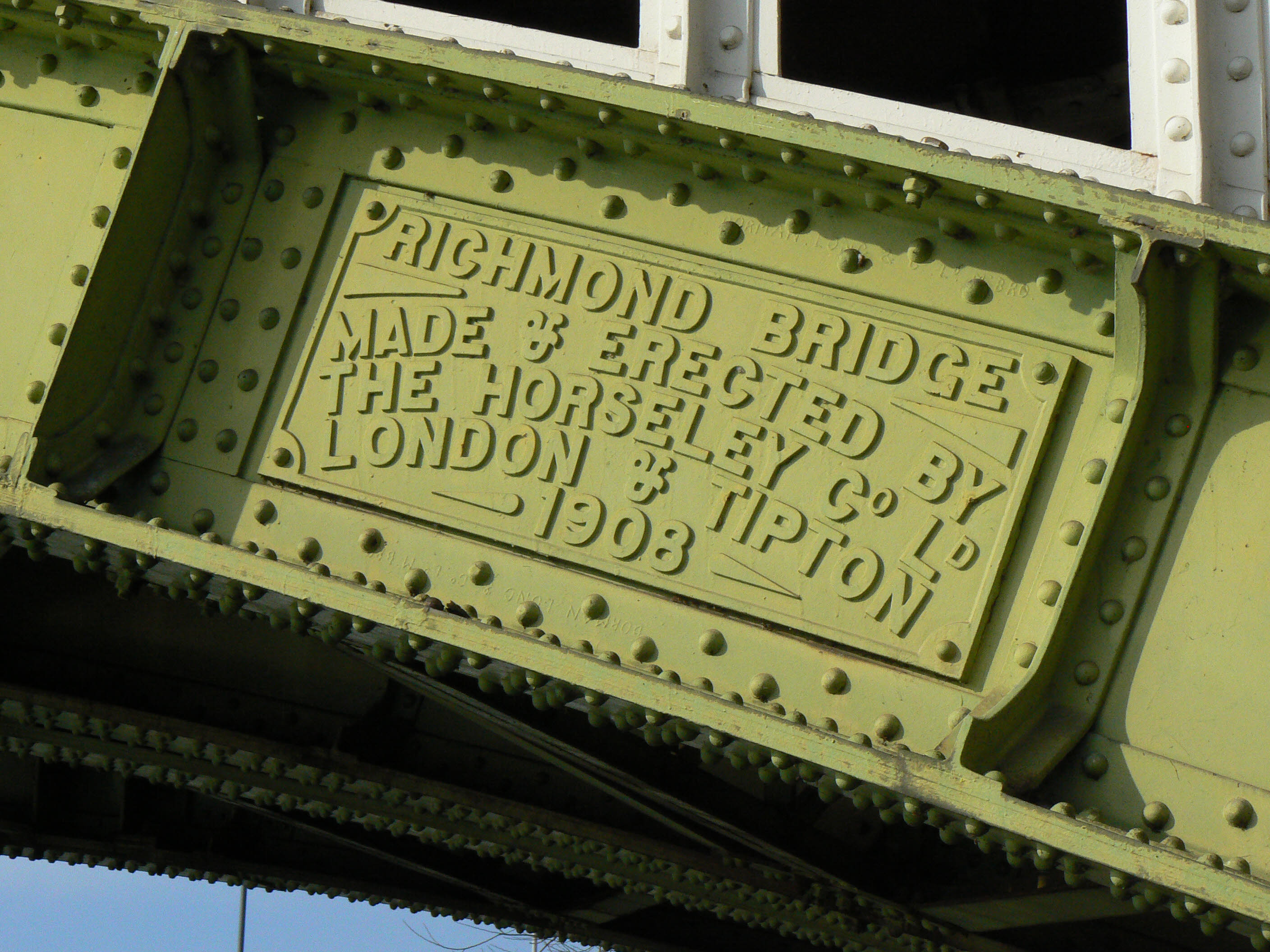
Targa del produttore del ponte ferroviario di Richmond
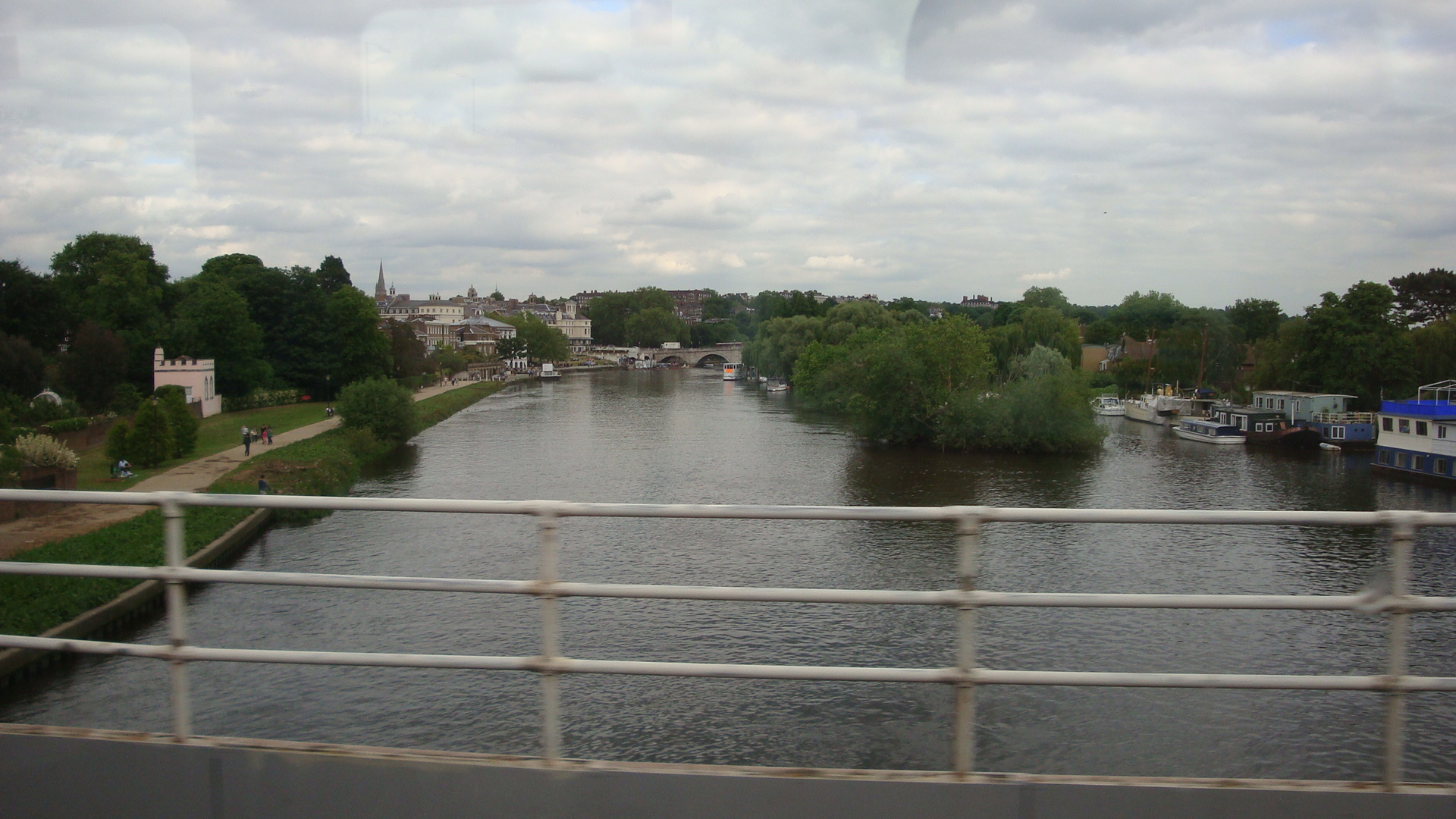
Tamigi visto dal ponte ferroviario di Richmond
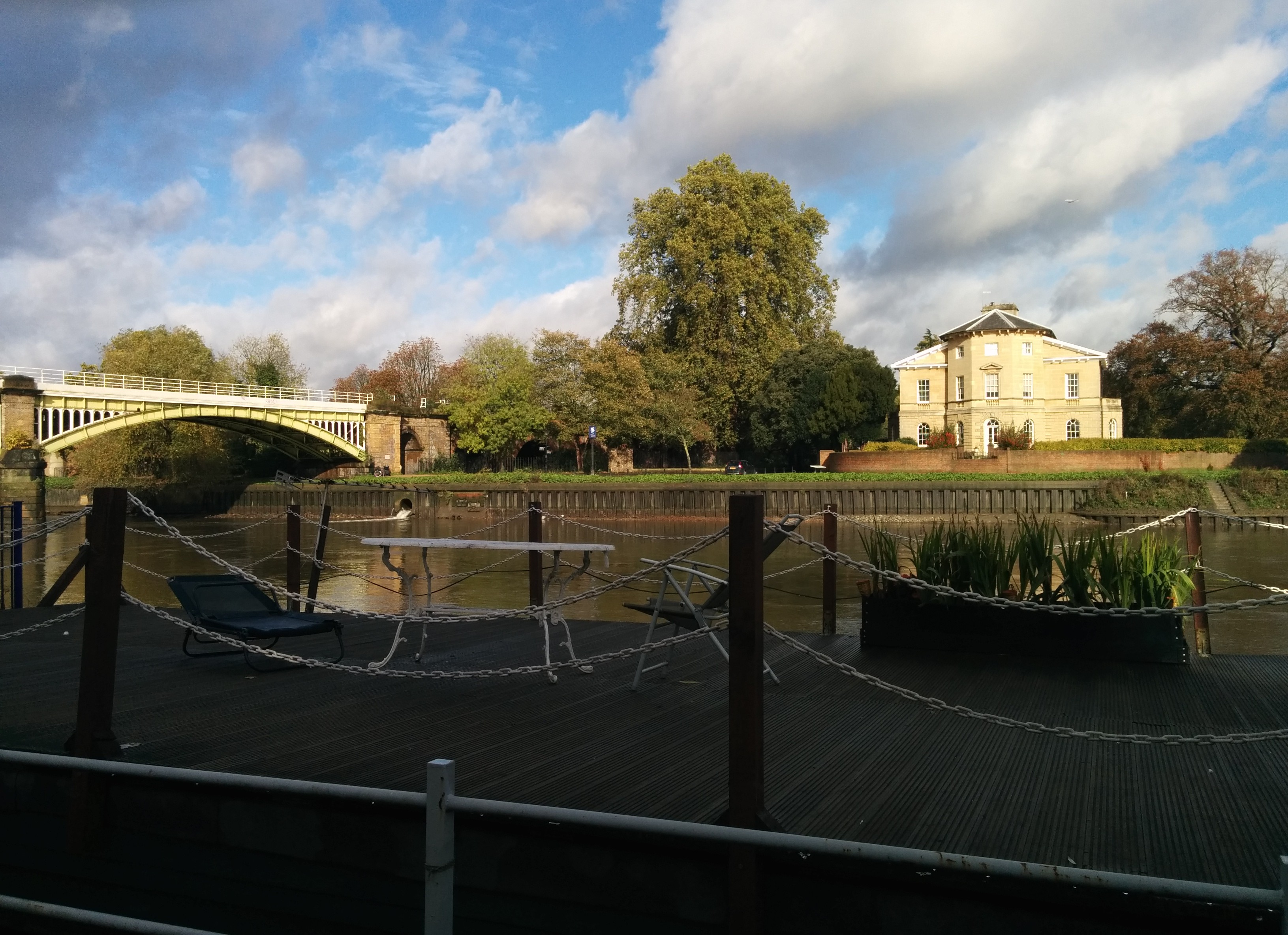
Foto di Riverside che include il ponte ferroviario di Richmond e la Asgill House